# Jacob Kipkorir Chesire
Jacob Kipkorir Chesire (* 1983) ist ein kenianischer Marathonläufer.
2007 wurde er jeweils Fünfter beim Marrakesch-Marathon und beim Köln-Marathon. Im Jahr darauf wurde er Zweiter beim Venedig-Marathon, und 2009 siegte er beim Košice-Marathon und wurde Vierter beim Montferland Run.

## Persönliche Bestzeiten
- 15-km-Straßenlauf: 43:13 min, 6. Dezember 2009, ’s-Heerenberg
- Marathon: 2:10:59 h, 4. Oktober 2009, Košice